# Koptische Kunst

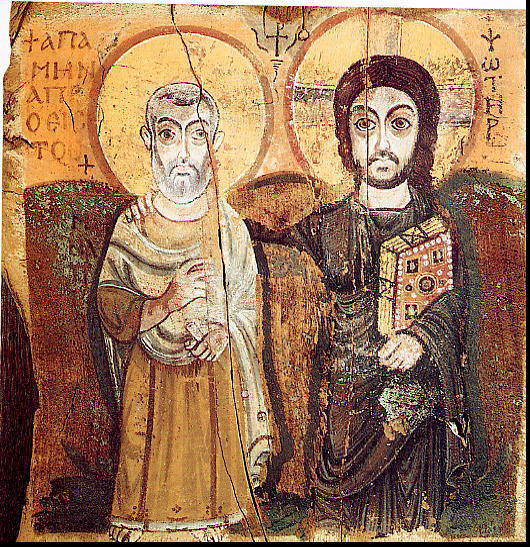
Christus und der heilige Menas

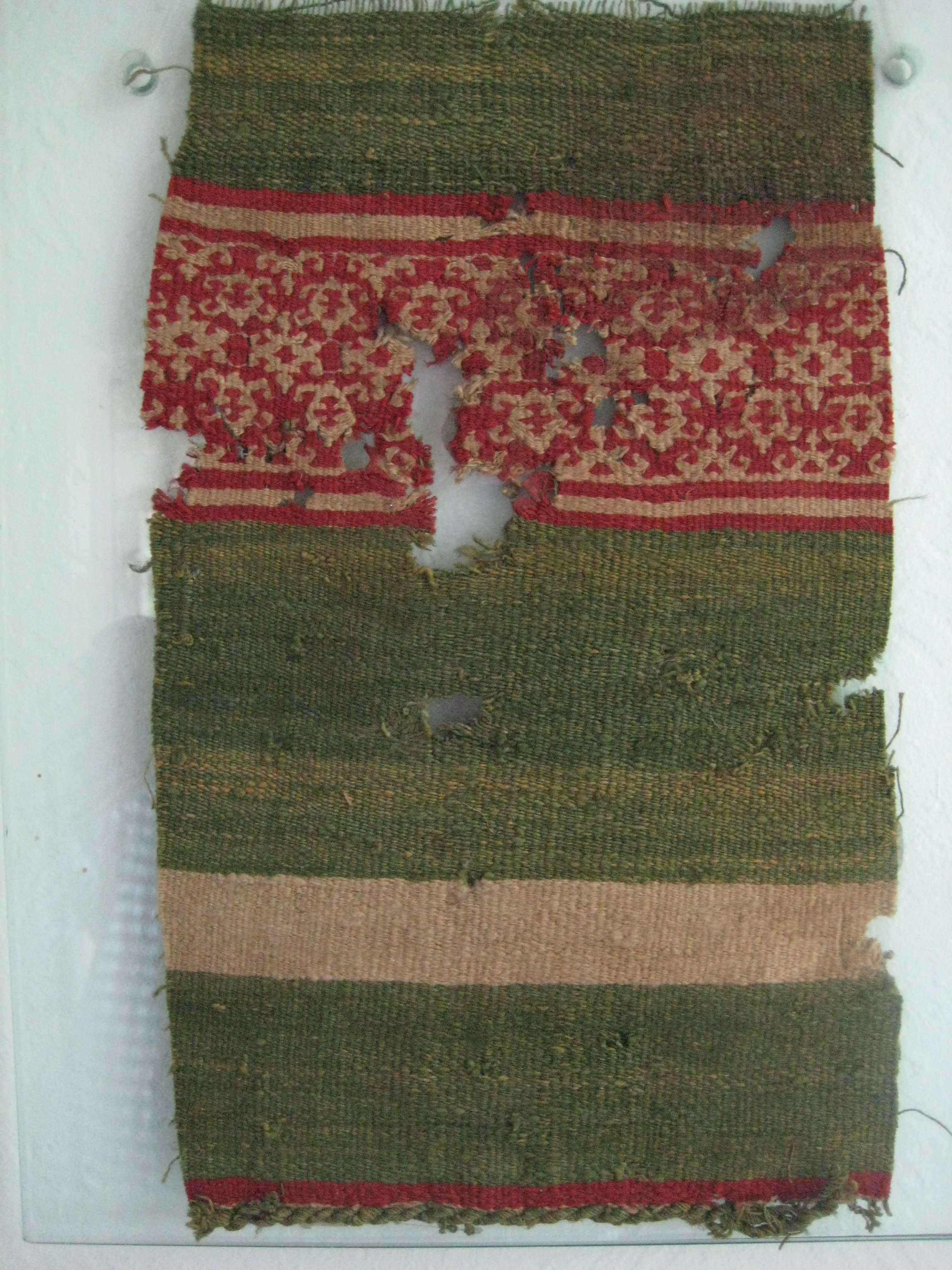
Koptischer Stoff, um 400 n. Chr. (Fragment auf Glasträger)

Die koptische Kunst ist die Kunst der christlichen Nachkommen (Kopten) Ägyptens. Sie ging aus der römischen Zeit Ägyptens hervor und blieb im Laufe ihrer Entwicklung im Wesentlichen Volkskunst.
Das christliche Kunstschaffen in Ägypten kann in zwei Phasen unterteilt werden. Vor der Eroberung Ägyptens durch die Araber im Jahr 641 war die dortige Kunst praktisch eine lokale Variante byzantinischer Kunst, die auch Elemente des altägyptischen Kunstschaffens aufwies. Nach der Eroberung entwickelte sie sich weiter und erfuhr im 7. bis 9. Jahrhundert ihre Blütezeit. Mit der verstärkten Islamisierung der ägyptischen Bevölkerung ging seit dem 13. Jahrhundert ein Niedergang der koptischen Kunst einher.
In der Malerei ist die Frontalansicht einzelner Figuren vorherrschend. Die Personen wirken statisch und haben ihren Blick auf den Betrachter gerichtet. Dadurch wirken sie oft transzendent und verklärt. Es findet sich meist die Darstellung stehender, seltener, sitzender Figuren. Erzählende Darstellungen sind die Ausnahme. Plastizität ist selten angedeutet. Bis ins 17. Jahrhundert existiert eine reiche Buchmalerei; daneben sind vor allem aus Klosterkirchen monumentale Wandmalereien bekannt. Außerdem findet sich auf unzähligen koptischen Textilien ein umfangreiches Repertoire an Darstellungen, die am Anfang noch Bezug auf klassisch-antike Motive nehmen, sich mit der Zeit aber christlichen Themen zuwenden.
Es gibt kaum Belege für rundplastische Werke, dagegen erlebte das Relief in Gestalt von Bauschmuck eine besondere Blüte. Diese Reliefs sind in Stein gehauen, aber auch in Holz geschnitten. Auch hier sind vergleichbare Stilmerkmale zu finden. Die Figuren sind frontal wiedergegeben, wirken starr und teilweise schematisiert. Die Köpfe sind oftmals übergroß wiedergegeben. Auch hier gibt es ein bemerkenswertes Fortbestehen antiker Motive. Szenen aus griechischen Sagen waren beliebt und wurden vielleicht christlich umgedeutet.
In der Architektur sind in der Frühzeit bedeutende Kirchenbauten (Basiliken) entstanden, während das Mittelalter von der Errichtung großer Klosteranlagen in ganz Ägypten geprägt ist. Diese Bauten sind meist in Lehmziegeln errichtet, aber bedeutende Bauteile, wie z. B. Säulen, in Stein.
Die größte und bedeutendste Sammlung koptischer Kunst befindet sich heute im Koptischen Museum in Kairo.